# Hexosamin

Kemisk struktur för α-D- glukosamin. (Notera amin-gruppen nere till höger.)

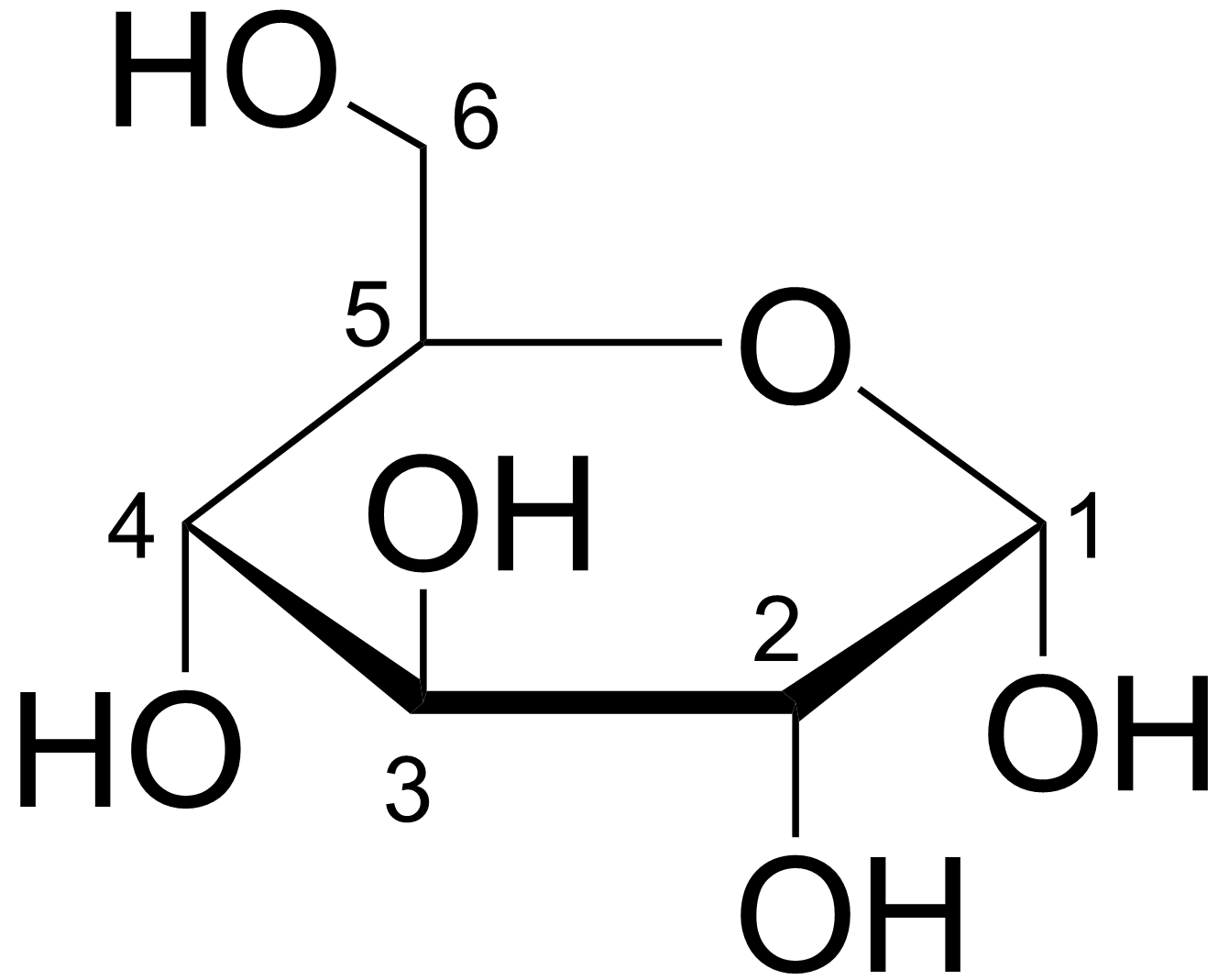
Glukos. (Notera skillnaden vid position "2".)

Hexosaminer är kemiska föreningar som bildas genom att lägga en amin-grupp till en hexos.

## Exempel
- Fruktosamin
- Galaktosamin
- Glukosamin
- Mannosamin